# Tagliatelle

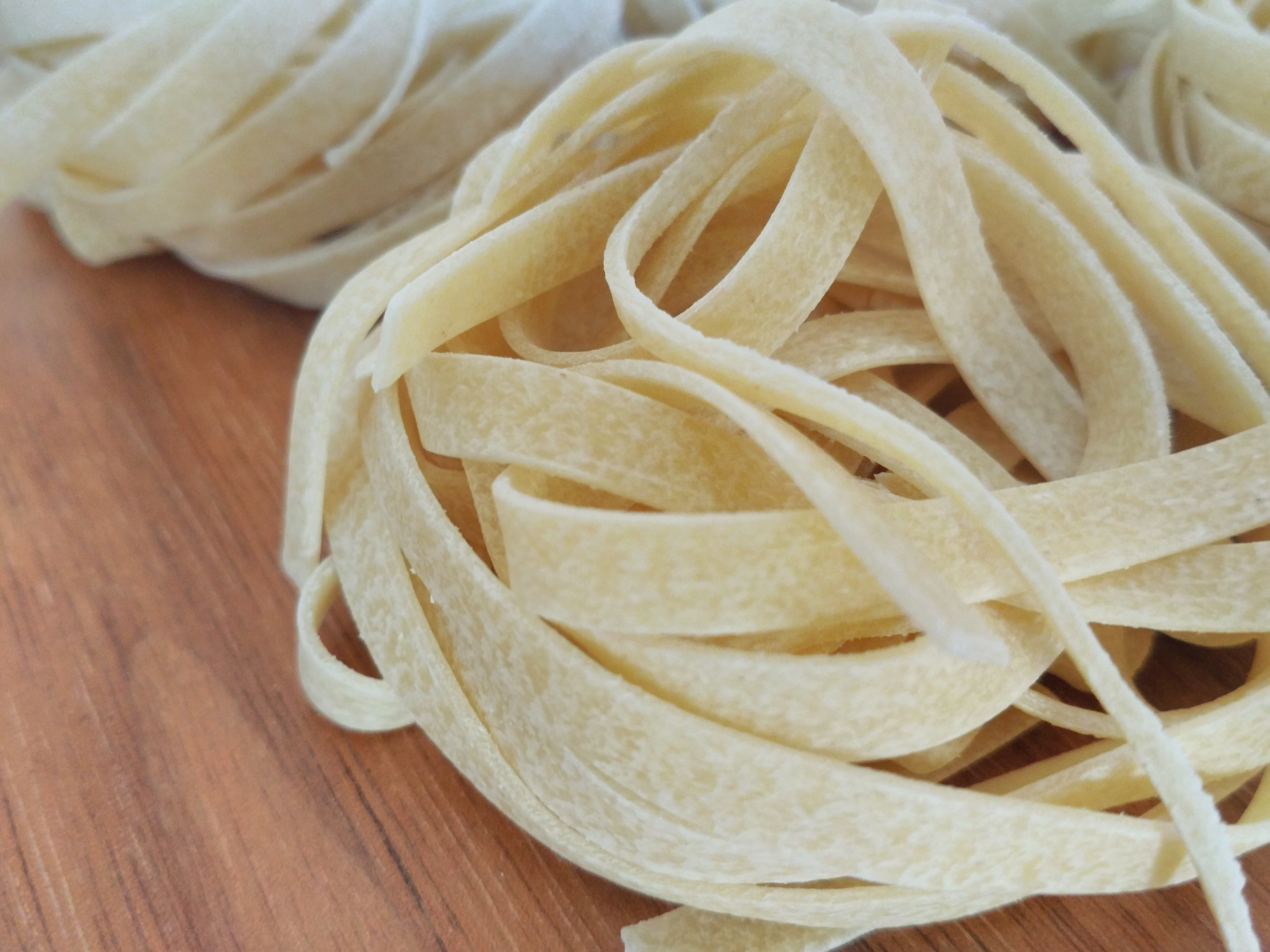
Ungekochte Tagliatelle

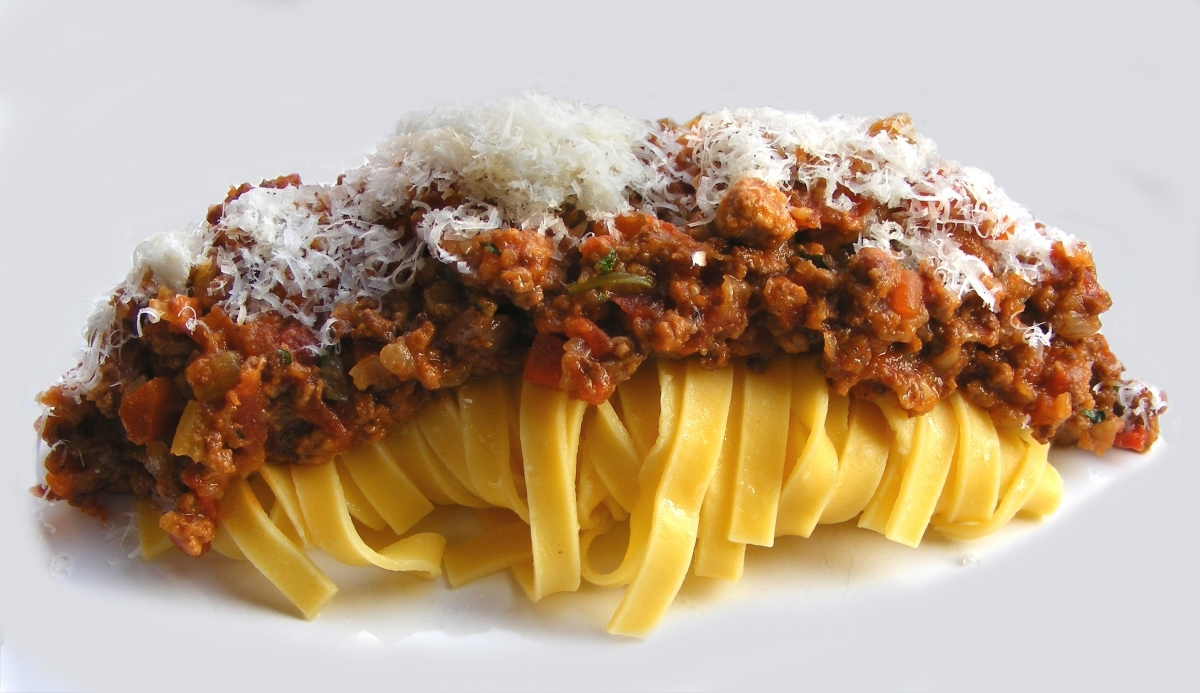
Tagliatelle mit Ragù alla bolognese

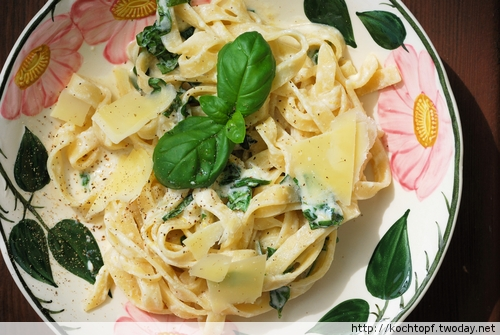
Tagliatelle mit Zitronen-Basilikum-Sauce

Tagliatelle [taʎːaˈtɛlːe] (anhörenⓘ) (von italienisch tagliare, „schneiden“) sind eine Variante von Bandnudeln. Sie gelten als klassische Pasta aus der Region Emilia-Romagna in Italien. Die einzelne Nudel ist wie ein langes flaches Band geformt, den Fettuccine sehr ähnlich, aber mit typischerweise ungefähr 5–10 mm etwas breiter. Um Tagliatelle von Hand herstellen zu können, muss man den Teig so ausrollen, dass dabei keine Löcher, Risse oder Unterschiede in der Stärke entstehen.

## Verwendung
Da Tagliatelle normalerweise frisch bereitet werden, haben sie eine raue und poröse Konsistenz. Dadurch sind sie ideal geeignet für dick eingekochte Hackfleischsaucen; die klassische Art ist eine Fleischsauce ragù alla bolognese. Es gibt auch vegetarische Zubereitungsarten wie briciole e noci (Brotkrumen und Walnüsse), uovo e formaggio (Ei und Käse, eine Variante von Carbonara) oder einfach pomodoro e basilico (Tomaten und Basilikum).
Das im deutschsprachigen Raum bekannte Gericht „Spaghetti bolognese“ ist so in Italien (insbesondere Bologna) nicht üblich. Stattdessen werden dort „Tagliatelle al Ragù“ serviert. Das Ragù in anderen Regionen, etwa in Rom, wird dagegen gern mit Spaghetti serviert.